# 列昂尼德·伊夫列夫
列昂尼德·格里戈里耶维奇·伊夫列夫（羅馬化：Leonid Grigor'yevich Ivlev；1972年7月22日—）俄罗斯政治人物、少将、第八届国家杜马代表。
1975年至1984年，他在苏联空军担任领导职务。随后，他于1984年至1996年在茹科夫斯基空军工程学院继续其教师生涯。1996年至2007年，他在俄罗斯总统办公厅工作，并担任总统国内政策局副局长。2007年至2016年，他担任中央选举委员会委员，负责与政党和公共团体的互动，监督选举权和公民参与公投的权利的遵守情况，以及选举联邦主体政府机构的准备和进行。2021年9月起担任第八届国家杜马代表。

## 制裁
伊夫列夫于2022年因俄乌战争而受到英国政府和美国财政部制裁。

## 荣誉
- 祖国功勋勋章
- 荣誉勋章（英语：Order of Honour (Russia)）
- 祖国功勋奖章
- 苏联武装力量老兵奖章
- 圆满服役奖章
- “克里米亚回归”纪念奖章
- 俄罗斯联邦总统荣誉证书（英语：Russian Federation Presidential Certificate of Honour）